# گمینا اسکوکی
گمینا سکوکی (به لهستانی:  Gmina Skoki) یک گمینا در لهستان است که در شهرستان وانگروویتس واقع شده‌است. گمینا سکوکی ۱۹۸٫۵۲ کیلومتر مربع مساحت و ۸٬۷۴۹ نفر جمعیت دارد.